# Arzneimittelgesetz (Österreich)
Das Österreichische Arzneimittelgesetz regelt die Herstellung und den Verkehr mit Arzneimitteln in der Republik Österreich.

## Geschichte
Das Arzneimittelgesetz von 1983 ist das erste Gesetz über den Verkehr mit Arzneimitteln in Österreich. Vorher wurde dieses Gebiet im Wesentlichen durch die Spezialitätenordnung von 1947 geregelt; diese sah ein Registrierungsverfahren für Arzneispezialitäten vor, das sich auf eine Qualitätsprüfung des Arzneimittels beschränkte. Die Spezialitätenordnung wurde durch das Arzneimittelgesetz von 1983 aufgehoben. Neben der Spezialitätenordnung waren noch die Artikel 222 – 227 der Gewerbeordnung von 1973 für den Großhandel mit Arzneimitteln sowie das Rezeptpflichtgesetz von 1972 für den Arzneimittelverkehr von Bedeutung. 
Mit dem Arzneimittelgesetz wurde das Arzneimittelrecht entsprechenden Vorschriften in anderen Ländern angeglichen. Ein Zulassungsverfahren wurde eingeführt, bei dem vom Antragsteller neben der pharmazeutischen Qualität auch eine ausreichende Wirksamkeit der Arzneispezialität nachgewiesen werden musste.  
Nach dem Inkrafttreten im Jahr 1984 wurde das Arzneimittelgesetz mehrfach novelliert, zuerst mit der AMG-Novelle von 1988. Die AMG-Novellen von 1993 und 1996 setzten eine Reihe von Richtlinien der Europäischen Union in österreichisches Recht um, eine Notwendigkeit zur Angleichung an das EU-Arzneimittelrecht, die sich durch den Beitritt Österreichs zur Europäischen Union zum 1. Jänner 1995 ergab. In der Zwischenzeit sind, in erster Linie bedingt durch die Weiterentwicklung des EU-Rechts, weitere Änderungen und Novellierungen erfolgt.

## Gliederung
Das Österreichische Arzneimittelgesetz ist in 14 Abschnitte gegliedert:
- I. Abschnitt:		Allgemeine Bestimmungen
- II. Abschnitt:		Arzneispezialitäten
- III. Abschnitt:	Klinische Prüfung
- IV. Abschnitt:		Arzneimittelbeirat und Abgrenzungsbeirat
- V. Abschnitt:		Werbebeschränkungen
- VI. Abschnitt: 	Vertrieb
- VII. Abschnitt:	Betriebsvorschriften
- VIII. Abschnitt:	Pharmareferent
- IX. Abschnitt:		Arzneimittelüberwachung (Pharmakovigilanz)
- X. Abschnitt:		Gebühren
- XI. Abschnitt:	Automationsunterstützter Datenverkehr
- XII. Abschnitt:	Verschwiegenheitspflicht und Transparenz
- XIII. Abschnitt:	Sanktionen
- XIV. Abschnitt:	Übergangs- und Schlussbestimmungen